# 马克斯·雷曼
‌

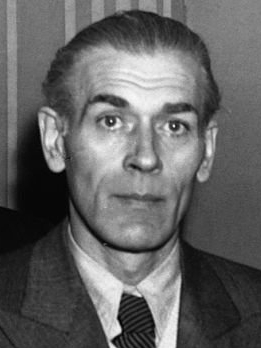
1947年的马克斯·雷曼

马克斯·雷曼（德語：Max Reimann，1898年10月31日—1977年1月18日）是德国的一个共产主义政治家。他出生于德意志帝国西普鲁士埃尔宾（今波兰埃尔布隆格），当过希肖船厂铆工、德意志帝国陆军士兵。曾任北莱茵-威斯特法伦州议会议员（1946年—1954年）、德国联邦议院议员（1949年—1953年）、德国共产党主席（1949年—1956年）、德国的共产党名誉主席（1971年—1977年）。